# Santiago Fernández
Santiago Abel Fernández (Rio Cuarto, 30 marzo 2005) è un calciatore argentino, difensore del Talleres (C).

## Biografia
È un difensore centrale.

## Carriera
È cresciuto nel settore giovanile del Talleres (C), con cui il 21 gennaio 2025 ha firmato il suo primo contratto professionistico. Ha debuttato in prima squadra il 17 febbraio seguente nell'incontro di Primera División pareggiato 1-1 contro l'Atl. Tucumán.

## Statistiche

### Presenze e reti nei club
Statistiche aggiornate al 14 aprile 2025.
| Stagione        | Squadra         | Campionato      | Campionato | Campionato | Coppe nazionali | Coppe nazionali | Coppe nazionali | Coppe continentali | Coppe continentali | Coppe continentali | Altre coppe | Altre coppe | Altre coppe | Totale | Totale | Totale |
| Stagione        | Squadra         | Comp            | Pres       | Reti       | Comp            | Pres            | Reti            | Comp               | Pres               | Reti               | Comp        | Pres        | Reti        | Pres   | Reti   |        |
| --------------- | --------------- | --------------- | ---------- | ---------- | --------------- | --------------- | --------------- | ------------------ | ------------------ | ------------------ | ----------- | ----------- | ----------- | ------ | ------ | ------ |
| 2025            | Talleres (C)    | PD              | 4          | 0          | CA              | 0               | 0               | CL                 | 2                  | 0                  | SI          | 0           | 0           | 6      | 0      |        |
| Totale carriera | Totale carriera | Totale carriera | 4          | 0          |                 | 0               | 0               |                    | 2                  | 0                  |             | 0           | 0           | 6      | 0      |        |

## Palmarès

### Club

#### Competizioni nazionali
- Supercopa Internacional: 1

Talleres: 2023